# ヘリオポーズ

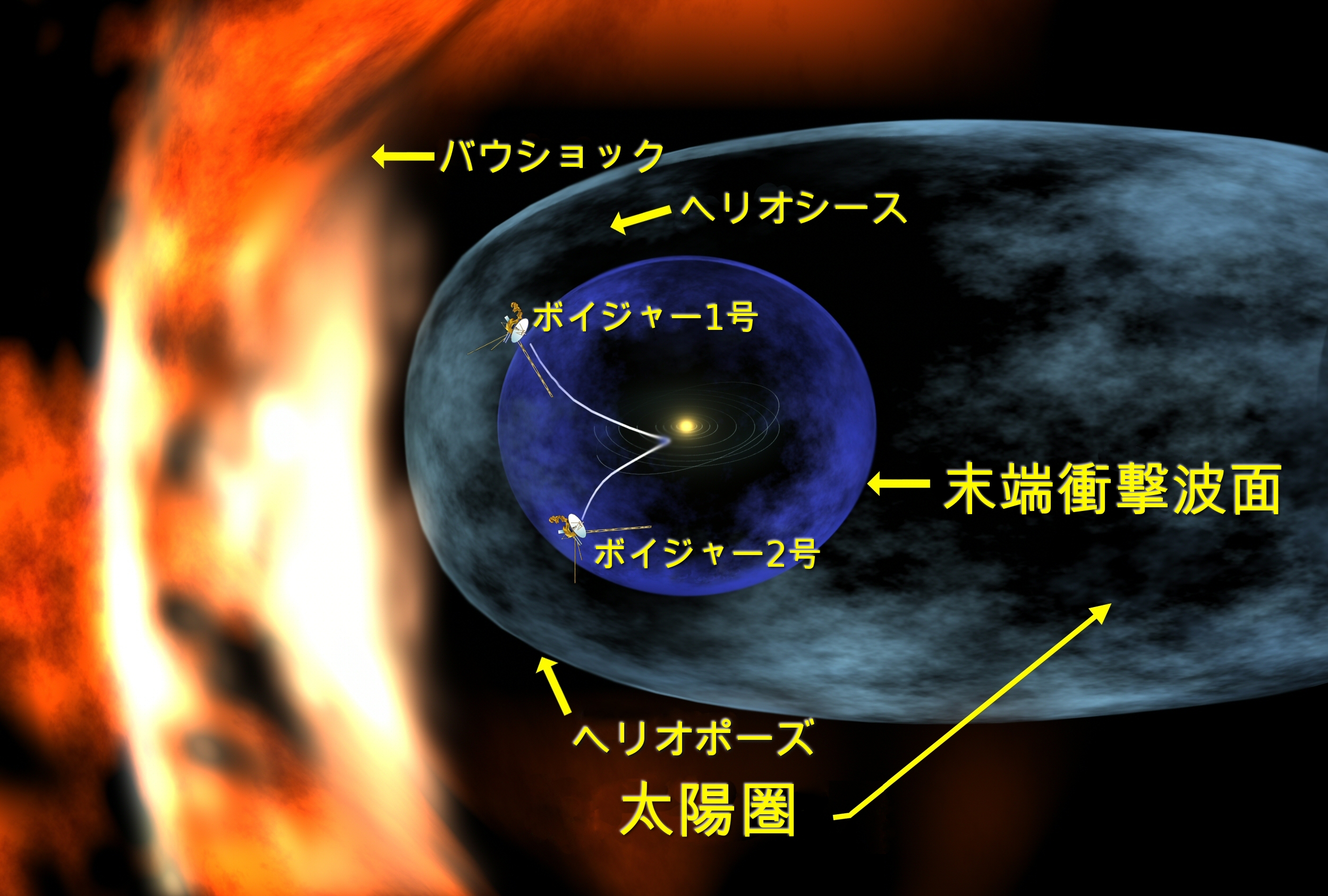
ヘリオポーズとボイジャー1号・2号の位置（2005年5月時点）

ヘリオポーズ（英語: Heliopause）とは、太陽から放出された太陽風が星間物質や銀河系の磁場と衝突して完全に混ざり合う境界面のこと。太陽風の届く範囲を太陽圏（たいようけん、または太陽系圏（たいようけいけん）、ヘリオスフィア（Heliosphere）など）と呼ぶが、その外側の宇宙空間である局所恒星間雲との境目を表す用語である。

## 概要
太陽系の外縁部に達した高速の太陽風は、星間物質との衝突や星間磁場により、減速されて末端衝撃波面を形成している。末端衝撃波面の外側は、低速度の太陽風と星間物質とが混ざり合うヘリオシースという領域を経て、ヘリオポーズで完全に星間物質に溶け込んでいる、とされている。更に、太陽系は銀河系の中を公転しているため、ヘリオポーズ外側の公転の進行方向には、公転による星間物質とヘリオポーズとの衝突で生じるバウショック(バウ=弓)と呼ばれる弓形の衝撃波面が形成されていると考えられている。
ヘリオポーズまでの距離は、学説によりばらつきがあるが、概ね太陽から50-160 AU（太陽から冥王星までの距離のおよそ1.2 - 4倍）の位置にあると推定されている。そもそも太陽圏の形や大きさは、太陽活動の変化や太陽が通過する星間空間の物質密度などによって常に変化していて、銀河磁場の影響で進行方向の反対側に流されて広がった、ちょうど巨大な彗星のようないびつな形をしていると考えられるため、ヘリオポーズの位置や太陽からの距離を厳密に特定するのは難しい。
エッジワース・カイパーベルトの分布範囲は、概ねヘリオポーズの内側にあるが、このベルトに属する一部の天体はヘリオポーズを出入りしたり、その外側に位置する場合もあると考えられる。現在発見されている太陽系天体で最大の軌道長半径を持つセドナは、近日点付近以外の大部分の期間、ヘリオポーズの外側にいるとも考えられるが、太陽圏の形が不明確であるため、定かではない。2008年に神戸大学のパトリック・リカフィカ、向井正らが発表した惑星Xの予想軌道も、その一部または全部がヘリオポーズの外側に位置している可能性がある。オールトの雲は完全にヘリオポーズの外側にある。
2004年12月、ボイジャー1号が人工物として初めて、太陽からおよそ90AUの位置で末端衝撃波面を通過したことをNASAが2005年5月24日に発表した。ヘリオシースに到達した最初の宇宙探査機となり、ボイジャー2号の観測と併せて、ヘリオポーズが宇宙の磁場の影響を受けて歪んでいることを突き止めた。
2012年8月25日、ボイジャー1号が人工物として初めて、ヘリオポーズに到達し、太陽圏外に出たと2013年9月12日にNASAが発表した。

## 関連文献
- 宇宙科学研究倶楽部 編『宇宙がまるごとわかる本』学研パブリッシング、2012年2月。ISBN 978-4054052604。